# الديوان الإسبرطي
الديوان الإسبرطي رواية للروائي الجزائري عبد الوهاب عيساوي. صدرت الرواية لأوّل مرة في العام 2019 عن دار ميم للنشر في الجزائر. وحازت على الجائزة العالمية للرواية العربية لعام 2020.

## ملخص الرواية
في الرواية خمس شخصيات تتشابك في فضاء زمني ما بين 1815 إلى 1833، في مدينة المحروسة، الجزائر. أولها الصحفي ديبون الذي جاء في ركاب الحملة على الجزائر كمراسل صحفي، وكافيار الذي كان جنديا في جيش نابليون ليجد نفسه أسيرا في الجزائر، ثم مخططا للحملة. ثلاث شخصيات جزائرية تتباين مواقفها من الوجود العثماني في الجزائر، وكما تختلف في طريقة التعامل مع الفرنسيين، يميل ابن ميار إلى السياسة كوسيلة لبناء العلاقات مع بني عثمان، وحتى الفرنسيين، بينما لحمّة السلّاوي وجهة نظر أخرى، الثورة هي الوسيلة الوحيدة للتغيير. أما الشخصية الخامسة فهي دوجة، المعلقة بين كل هؤلاء، تنظر إلى تحولات المحروسة ولكنها لا تستطيع إلا أن تكون جزءا منها، مرغمة لأنه من يعيش في المحروسة ليس عليه إلا أن يسير وفق شروطها أو عليه الرحيل.

## الجوائز
حازت على الجائزة العالمية للرواية العربية لعام 2020، في دورتها الثالثة عشر

## تأويل العنوان
ان المجال التأويلي للعنوان مفتوح في هذه الرواية خصوصا وأنّ إحالته تاريخية عسكرية بالأساس، فالديوان الإسبرطي استدعاء لمكوّن تاريخي تتعدّد تخريجاته، ولا يمكن الكشف عن خباياه إلاّ باقتحام عالم الرواية فلم يكشف بواطن النّص ولاحتى ظواهره – بحسب تعبير جينيت- فلطالما كانت العناوين مداخل كاشفة للمتون السّردية وحتى الشّعرية.
غير أنّ مضمرات العنوان في هذه الرواية لم تكنْ بذلك التجلّي في عناوين أخرى خصوصا وأنّ العنوان متعدد الوجوه، وهذا التركيب الاسمي المكوّن من صفة وموصوف، فالديوان هو الكتاب عموما، أوالدَّفتَرُ الذي يكتب فيه أَسماء الجيش وأَهل العطاء وهو مانميل إليه بحكم موضوعة الرواية، أمّا انتساب الديوان إلى إسبرطا فلن تكون إلاّ إحالة على العاصمة الجزائرية أو المحروسة كما كانت تسمّى، وهذا الاستدعاء التاريخي في حدّ ذاته شكل من أشكال الإثارة الجمالية، وقد تكون هناك تقاطعات بينها وبين إسبرطا اليونانية القديمة التي انتقلت من حالة الهدوء والطمأنينة إلى مدينة عسكرية بامتياز.

## شخصيات الرواية
الشخصيات الرئيسية 
- ديبون
- كافيار
- ابن ميار
- حمة السيلاوي
- دوجة

الشخصيات الثانوية

## آراء حول الرواية
تنتمي إلى الرواية التاريخية ، التي يعرفها معجم روبار بأنها (الرواية التي تستعير حبكتها من التاريخ). أما معجم لاروس فيعرفها على أنها (الرواية التي تستوحي موضوعاتها من التاريخ). وعلى خلاف الروايات التقليدية ذات النفس الحكائي الواحد، التي يضمن فيها الصوت الأوحد (الراوي أو بطله)، استرسال الأحداث وتواليها وانتظامها في خط سير واضح المعالم له نقطة بداية ونقطة نهاية، فإن رواية “الديوان الإسبرطي” قد تخلت عن هذا النظام واختارت تقنية التعدد الصوتي أو البوليفيني الذي يفسح المجال لأكثر من صوت للتعبير عن أرائه وعن قناعاته الإيديولوجية، التي ليس بالضرورة أن تنسجم مع بقية الآراء والقناعات.